# Новомиргородський вікаріат

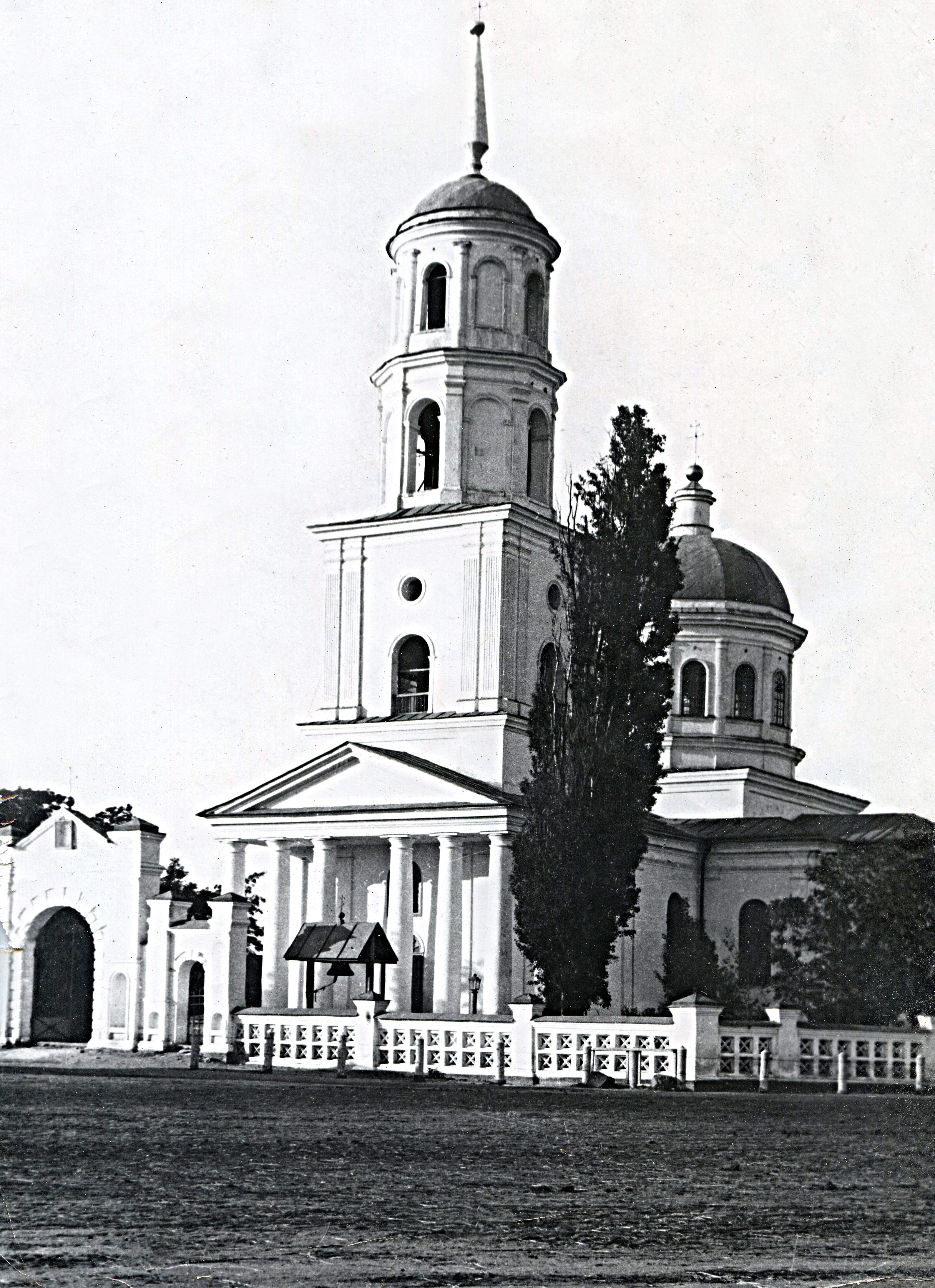
Собор Святого Миколи в Новомиргороді

Новоми́ргородський вікаріа́т — вікаріат Херсонської єпархії з центром у Новомиргороді, що існував у 1859–1921 роках.

## Історія
16 листопада 1859 року Одеський вікаріат Херсонської єпархії був перейменований на Новомиргородський. Після 1921–1923 років він не заміщувався.
У 1920-х роках існував також обновленський Новомиргородський вікаріат.
Нині Кіровоградська єпархія УПЦ МП має назву Кіровоградської та Новомиргородської.

## Єпископи
- Антоній (Смолін) (16 листопада 1859 — 9 листопада 1862)
- Софонія (Сокольський) (3 березня 1863 — 12 листопада 1871)
- Нафанаїл (Соборов) (15 серпня 1872  — 23 травня 1879)
- Ізраїль (Нікулицький) (8 липня 1879 — 8 січня 1883)
- Далмат (Долгополов) (10 квітня — 23 грудня 1883)
- Миколай (Заркевич) (10 червня 1884  — 6 червня 1885)
- Юстин (Полянський) (10 серпня 1885 — 16 грудня 1889)
- Миколай (Адоратський) (11 березня 1890 — 8 червня 1891)
- Мнемон (Вишневський) (7 вересня 1891 — 3 травня 1903)
- Кіріон (Садзаглішвілі) (3 травня 1903 — 23 квітня 1904)
- Димитрій (Сперовський) (1 травня 1904 — 25 січня 1907)
- Сергій (Петров) (25 січня 1907 — 8 березня 1913)
- Парфеній (Брянських) (16 травня 1921 — близько 1921)